# كريس جانون
كريس جانون (بالإنجليزية: Christopher Gannon)‏ (13 مايو 1969 بالمملكة المتحدة - ) هو لاعب كرة قدم بريطاني في مركز قلب الدفاع. شارك مع منتخب جزر تركس وكايكوس لكرة القدم. أما مع النوادي، فقد لعب مع ستيفيناغ بوروه وKPMG United FC ‏.

## وصلات خارجية
- كريس جانون على موقع الاتحاد الدولي (مؤرشف)  (الإنجليزية)
- كريس جانون على موقع ناشيونال فوتبول تيمز (الإنجليزية)